# Michael Patrick Carter
Michael Patrick Carter (* 24. November 1981 in Huntington Beach, Kalifornien, USA) ist ein US-amerikanischer Filmschauspieler.

## Leben
Carter ist vor allem durch seine Hauptrolle in der 1994 produzierten Filmkomödie Taschengeld an der Seite von Ed Harris bekannt geworden. Davor lieh er 1988 in der US-amerikanischen Fassung von Chucky – Die Mörderpuppe einer Nebenfigur die Stimme. Auch wirkte er in einer Episode von Zurück in die Vergangenheit mit.
Seit Black Sheep aus dem Jahr 1996 hat Carter jedoch keine Filme mehr gedreht und tritt gelegentlich in Werbespots, so unter anderem für die Marke Pepsi, in Erscheinung.

## Nominierungen
- 3 Young-Artist-Award-Nominierungen für Paradise (1988, 1989, 1990)